# ایر آنتورپ
ایر آنتورپ (انگلیسی: Air Antwerp) شرکت هواپیمایی بلژیکی است، که در سال ۲۰۱۹ تأسیس شد.